# Pleurothallis aurita
Pleurothallis aurita är en orkidéart som beskrevs av Charles Schweinfurth. Pleurothallis aurita ingår i släktet Pleurothallis och familjen orkidéer.
Artens utbredningsområde är Costa Rica. Inga underarter finns listade i Catalogue of Life.